# Алтынсарино (Камыстинский район)
Алтынсарино (каз. Алтынсарин) — село в Камыстинском районе Костанайской области Казахстана. Административный центр и единственный населённый пункт Алтынсаринского сельского округа. Находится примерно в 45 км к юго-востоку от районного центра, села Камысты. Код КАТО — 394833100.

## Население
В 1999 году население села составляло 1356 человек (671 мужчина и 685 женщин). По данным переписи 2009 года, в селе проживало 1537 человек (780 мужчин и 757 женщин).